# 植苗駅
植苗駅（うえなええき）は、北海道苫小牧市字植苗にある、北海道旅客鉄道（JR北海道）千歳線の駅である。駅番号はH16。電報略号はウナ。事務管理コードは▲131411。

## 歴史

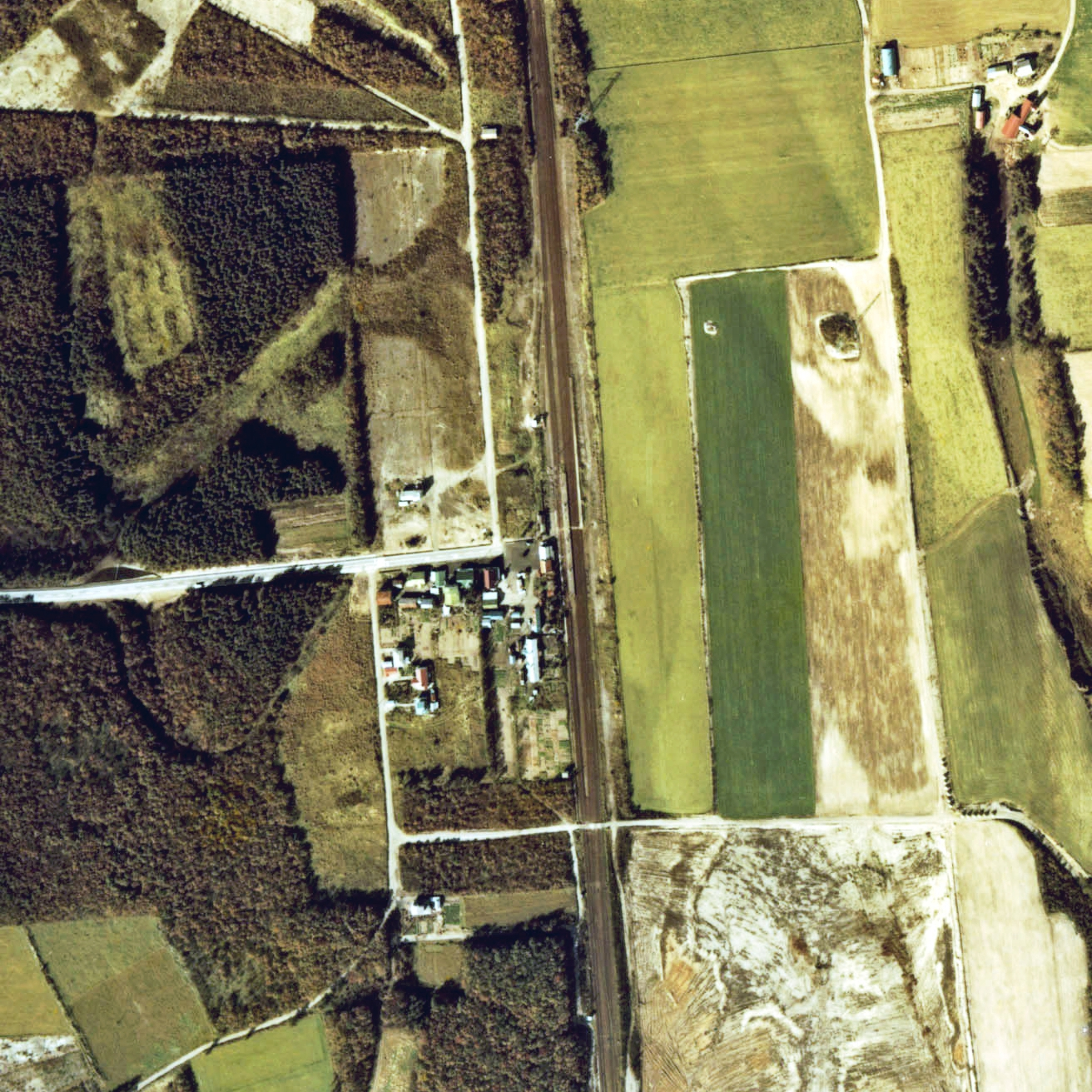
1976 年の植苗駅と周囲約1km範囲。下が苫小牧方面。単式と島式の複合ホーム2面3線だが、駅舎前にはホームが無い。元々島式ホーム1面だった（国土地理院 地図・空中写真閲覧サービス、1961年撮影航空写真）のが、複線化の 折に単式ホームを駅裏側に増設したため、少し変則的な形をしている。駅舎横の札幌側には貨物ホームと引込み線が残され、保線車らしき姿が見える。跨線橋はまだ無い。

- 1926年（大正15年）8月21日：北海道鉄道（2代）札幌線の駅として開業[1]。貨物駅。
- 1943年（昭和18年）8月1日：戦時買収により北海道鉄道が国有化[1]。鉄道省（国鉄）千歳線の駅となる。一般駅。
- 1945年（昭和20年）12月25日：貨物・荷物の取扱い開始。
- 1960年（昭和35年）8月1日：貨物取扱い廃止[2]。
- 1968年（昭和43年）8月23日：美々方面複線化供用開始[4]。
- 1969年（昭和44年）9月25日：沼ノ端方面複線化供用開始[4]。
- 1980年（昭和55年）5月15日：荷物取扱い廃止[2]。無人化[5]（簡易委託駅）
- 1979年6月以降、1981年10月以前：駅舎改築。跨線橋設置[注 1]。
- 1984年（昭和59年）3月31日：簡易委託終了[6]。
- 1987年（昭和62年）4月1日：国鉄分割民営化により、JR北海道に継承[1]。
- 2004年（平成16年）4月：ホームを延伸し、定期列車のドアカットを廃止[7]。
- 2008年（平成20年）10月25日：ICカードKitaca使用開始[1]。

### 駅名の由来
当駅近辺の地名より。アイヌ語の「ウェンナイ（wen-nay）」（悪い・川）より。

## 駅構造
複線化前は島式ホーム1面2線であった。複線化時に駅裏側に上りホームとして単式ホームが増設され、単式・島式複合ホーム2面3線となったが、その後、島式ホームの駅裏側副本線が廃止されて駅表側のみ使用の単式下りホームとなり、単式ホーム2面2線となった。苫小牧駅管理の無人駅。簡易Kitaca改札機設置。便所は駅舎内にある。

### のりば
駅舎側より記載。
| 番線 | 路線    | 方向 | 行先               |
| ---- | ------- | ---- | ------------------ |
| 2    | ■千歳線 | 下り | 手稲・ほしみ方面   |
| 1    | ■千歳線 | 上り | 苫小牧・東室蘭方面 |

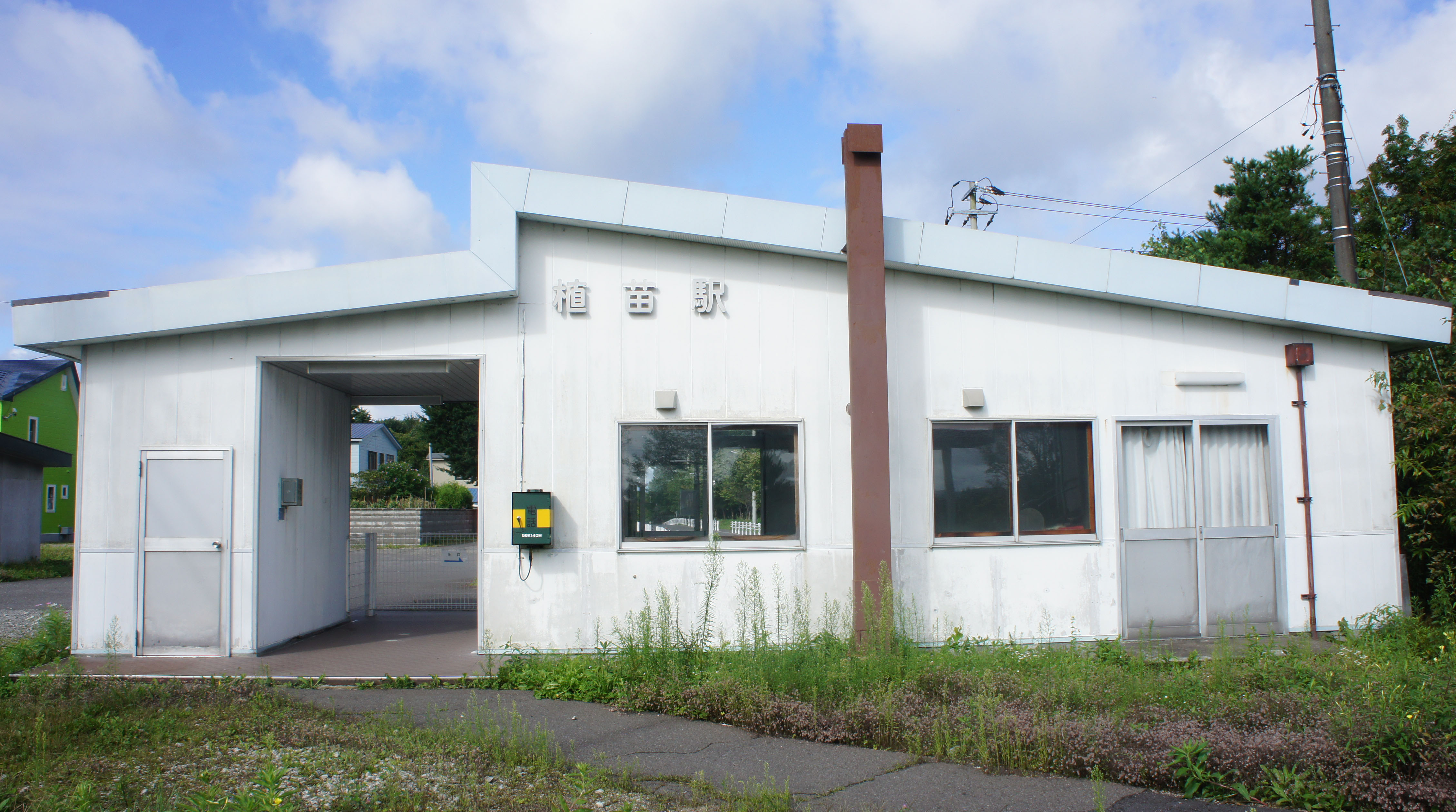
ホーム側から望む駅舎（2018年9月）
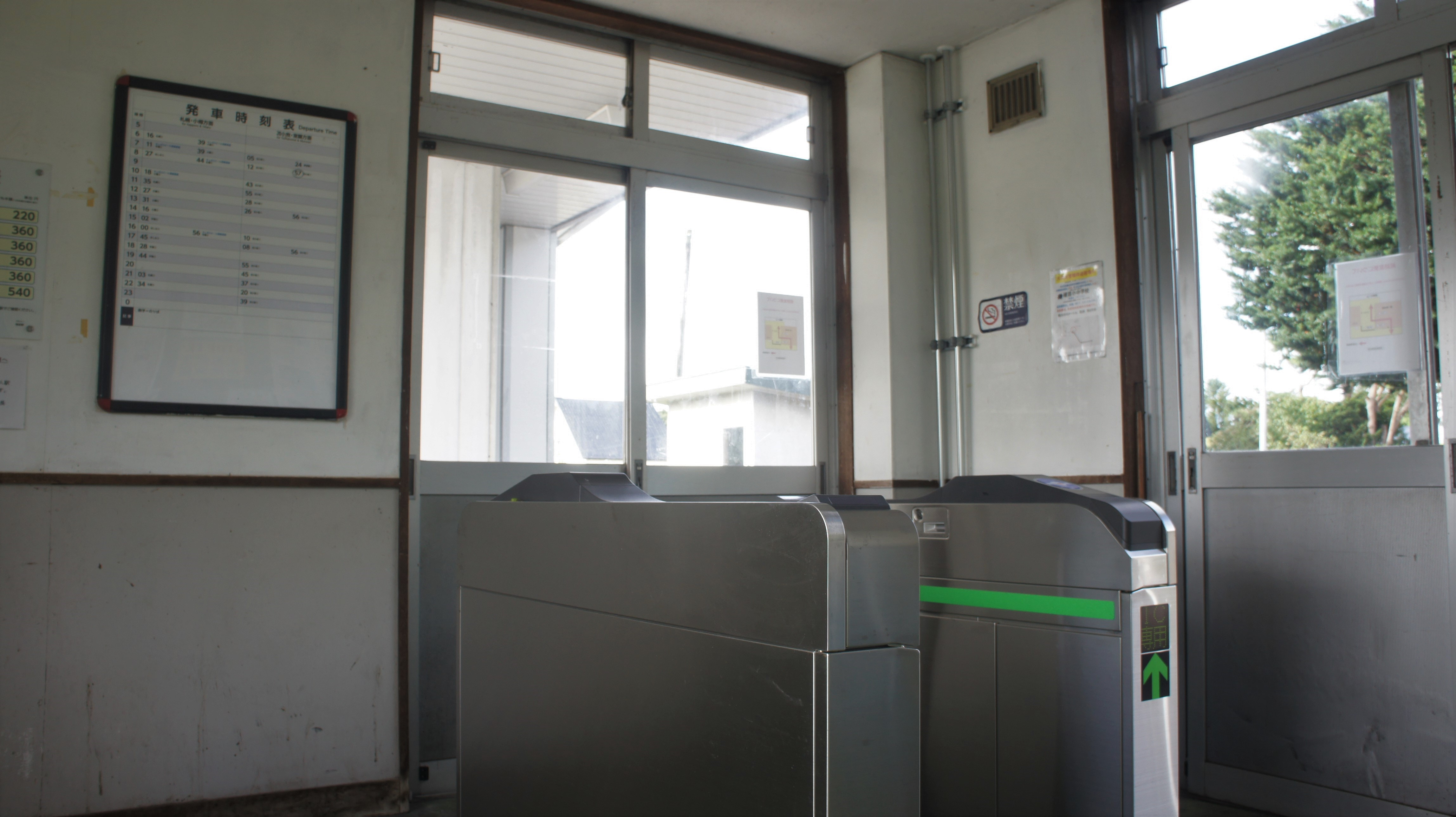
改札口（2018年9月）
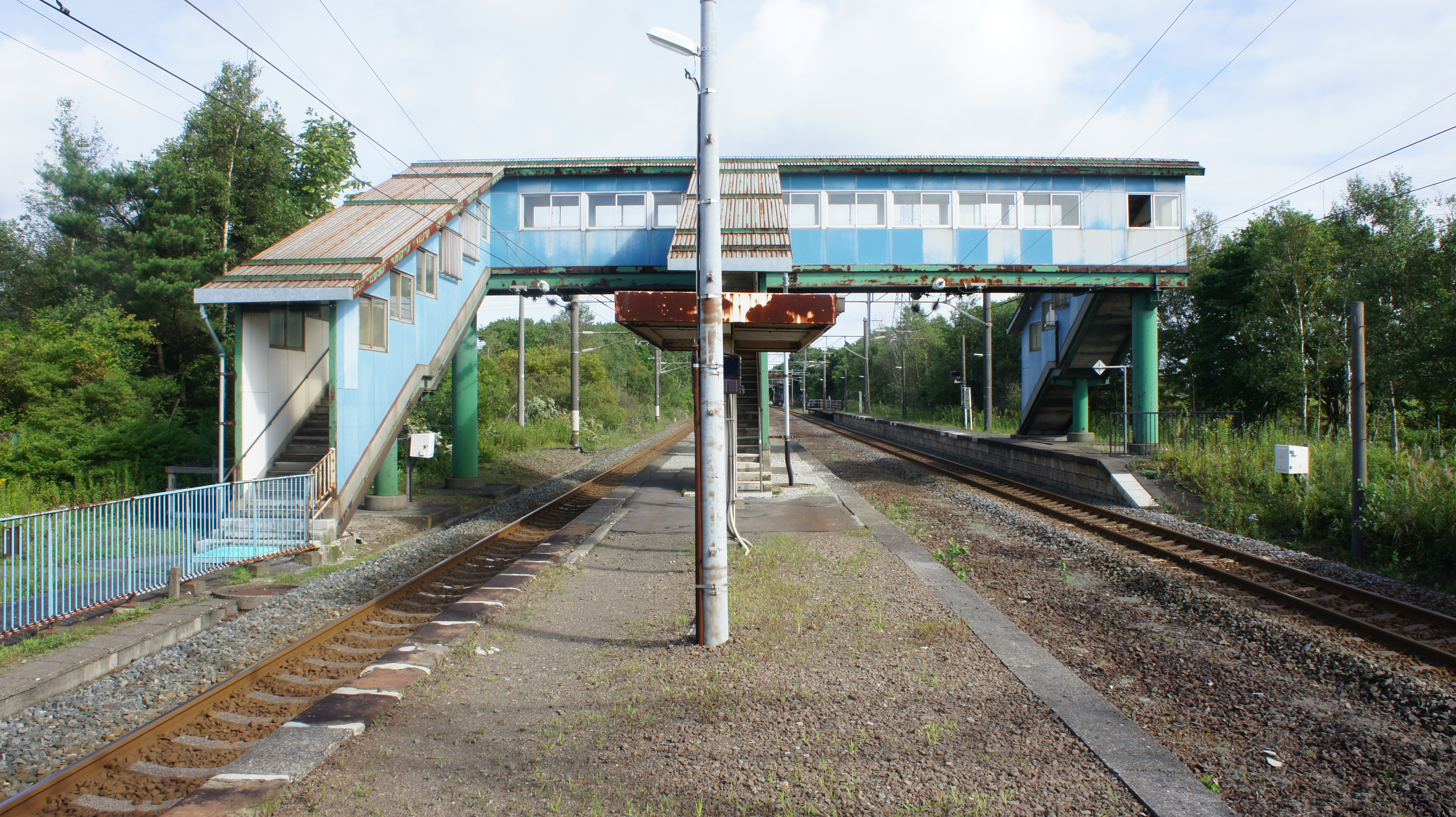
ホーム（2018年9月）
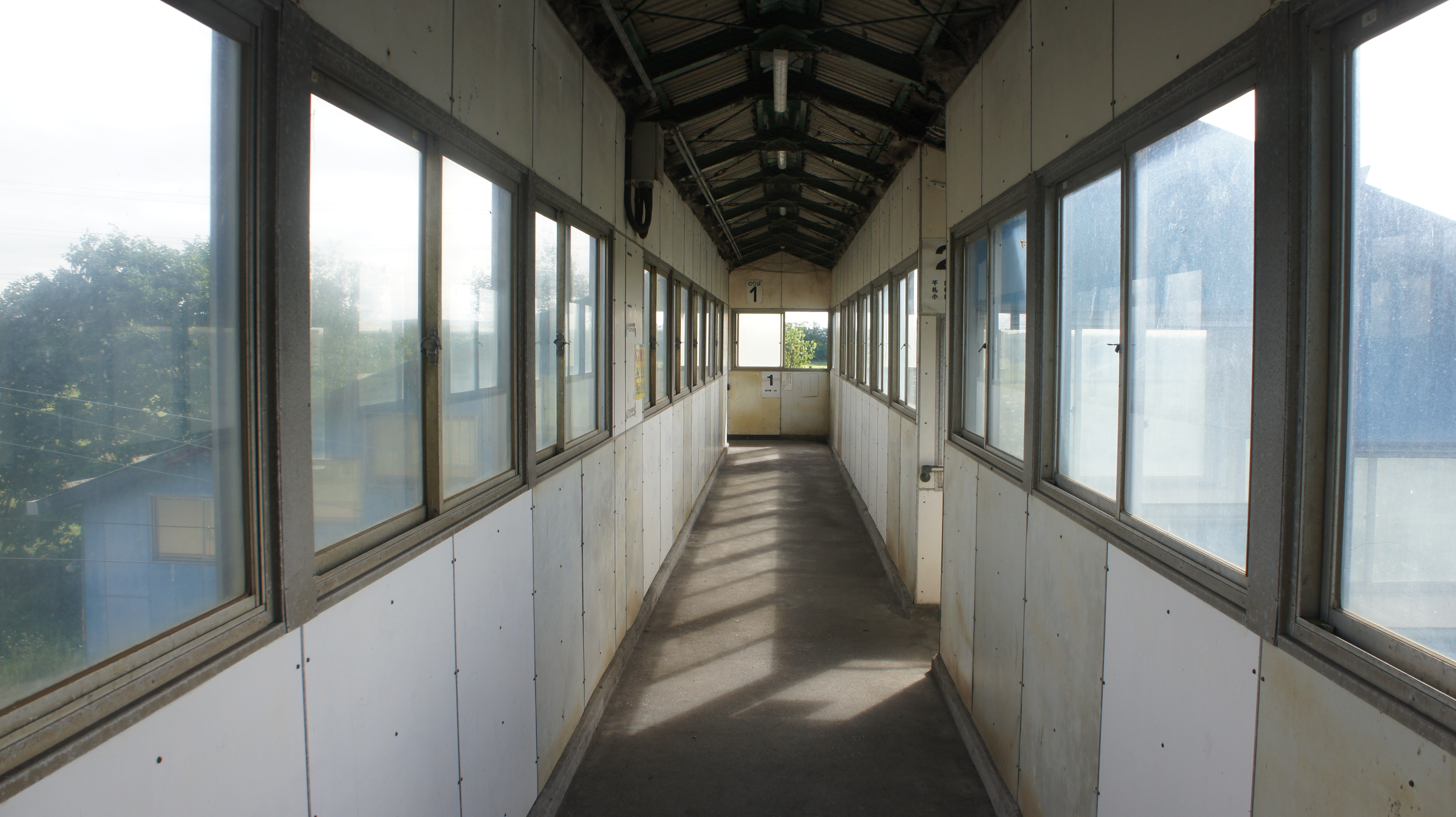
跨線橋（2018年9月）
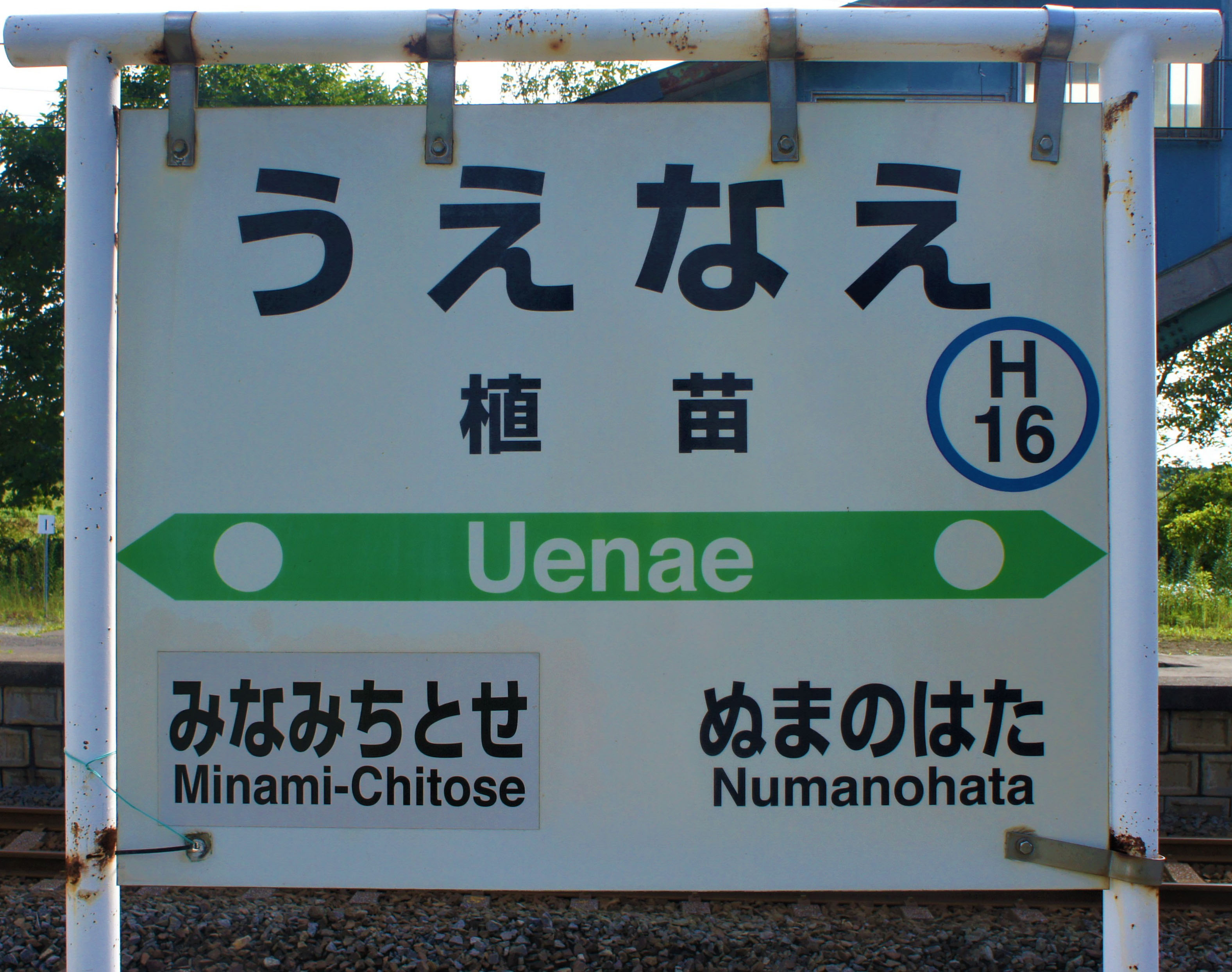
駅名標（2018年9月）

## 利用状況
1日の平均乗降人員は以下の通りである。
| 乗降人員推移 | 乗降人員推移 |
| 年度         | 1日平均人数  |
| ------------ | ------------ |
| 2011         | 68           |
| 2012         | 58           |
| 2013         | 54           |
| 2014         | 60           |

## 駅周辺
植苗の集落。
- 国道36号
- ウトナイ湖[1]
- 植苗病院
- 社台ホースクリニック（社台グループの馬専門の二次診療施設）[11]
- 苫小牧市立植苗小中学校
- 道南バス・千歳空港線「植苗駅通」停留所
- 室蘭本線遠浅駅

## 隣の駅
北海道旅客鉄道（JR北海道）
■千歳線
沼ノ端駅 (H17) - 植苗駅 (H16) - （美々信号場） - 南千歳駅 (H14)